# Inganni
Inganni (en italià Enganyats) és una pel·lícula italiana del 1985 escrita i dirigida per Luigi Faccini i produïda per Marina Piperno.

## Sinopsi
La pel·lícula narra la història de Dino Campana, un "poeta maleït" italià, des del moment en què acaba la seva relació apassionada i tempestuosa amb l'escriptora Sibilla Aleramo. Empobrit i incomprès pels altre poetes d'aleshores, va ingressar en un centre psiquiàtric, on moriria el 1932. Un jove psiquiatre, fascinat per la seva obra i personalitat, el supervisa per tal de penetrar en el secret de la seva creativitat i poder promocionar la seva obra. Però la relació entre ambdós és difícil i finalment Campana s'amaga en una mena de deliri que el fa confondre la figura de Sibilla amb la de la seva mare.

## Repartiment
- Bruno Zanin: Dino Campana
- Olga Karlatos: Sibilla Aleramo
- Mattia Sbragia: Carlo Pariani
- Daniela Morelli: Sor Celestina
- Barbara Valmorin:
- Remo Remotti:
- Hans-Otto Richter:
- Bernd Witthüser:
- Pier Giovanni Anchisi:
- Ugo Fangareggi:
- Kenneth Belton:

## Reconeixements
- 1986 - Nastro d'Argento a la millor fotografia - Marcello Gatti[4]